# Caroline van de Pol
C.M. (Caroline) van de Pol (Hilversum, 4 juni 1962) is een Nederlandse VVD-politica en bestuurster.

## Maatschappelijke en politieke carrière
Van de Pol studeerde bedrijfseconomie aan de Hogeschool Utrecht. Daarna was zij onder meer stadsgids in Parijs voor een Nederlandse touroperator en reisagent. Na vijf jaar verhuisde zij voor de liefde naar West-Friesland, waar haar echtgenoot vandaan kwam. Samen hebben ze zijn touringcarbedrijf uitgebouwd. Dit bedrijf werd na 21 jaar verkocht. Van 2007 tot 2014 was zij namens de VVD gemeenteraadslid van Koggenland, vanaf 2010 als fractievoorzitter.
Van de Pol was vanaf april 2014 wethouder van Koggenland. Tot 2018 had zij in haar portefeuille Financiën, Sport en Recreatie, Economische Zaken, Sociale zaken (inkomensvoorzieningen en arbeidsmarktbeleid), Internationale samenwerking en was zij de 2e locoburgemeester. Van de Pol had vanaf 2018 in haar portefeuille Financiën, Recreatie en Toerisme, Economische Zaken, Sport, Ruimtelijke ordening, Huisvesting, Milieu, Woningbedrijf, Grondbedrijf, Verkeer & Vervoer, Groenbeheer, Monumentenzorg, Duurzaamheid en was zij de 2e locoburgemeester.  Daarnaast was zij voorzitter van de stichting "For Disabled Only".

## Burgemeester
Van de Pol was van 28 oktober 2020 tot 28 maart 2024 burgemeester van Terschelling. Eind september 2022 stemde de gemeenteraad in grote meerderheid voor een motie inzake een vertrouwensbreuk met Van de Pol. Alleen het CDA stemde tegen. Op 25 januari 2023 nam de gemeenteraad met vijf tegen vier stemmen een motie van wantrouwen aan. Commissaris van de Koning Arno Brok riep echter op tot mediation. De gemeenteraad stemde daarmee in.
Tijdens een raadsvergadering op 14 december 2023 werd de plaatselijke bestuurscrisis besproken. Van de Pol onderbrak de vergadering, omdat zij een telefoontje kreeg, dat zij per se wilde beantwoorden. Na de schorsing deelde ze mee dat het telefoontje afkomstig was van een gemeente waar ze was voorgedragen als nieuwe burgemeester. Vanwege de voordracht verliet ze definitief de vergadering. De raad nam daarop opnieuw een motie van wantrouwen aan, deze keer unaniem en adviseerde de commissaris van de Koning zo spoedig mogelijk op het eiland een waarnemend burgemeester aan te stellen. De gemeente die haar voordroeg was Castricum.
Van de Pol bleef formeel aan als burgemeester van Terschelling, maar werd tot haar aanstelling als burgemeester van Castricum met verlof gestuurd, ingaande 2 januari 2024. Op 6 februari 2024 liet Van de Pol aan de gemeenteraad van Castricum weten af te zien van het burgemeesterschap wegens gezondheidsredenen.

## Persoonlijk leven
Van de Pol is geboren in Hilversum. Zij is na 25 jaar huwelijk gescheiden van haar man; de ex-gehuwden hebben samen twee zonen. Van de Pol heeft een partner. Tot haar burgemeesterschap was zij woonachtig in Ursem.